# Stršljeni
Stršljeni (lat. Vespa) su najveće eusocijalne ose, dosežući duljinu od 45 milimetara. Pravi stršljeni sačinjavaju rod Vespa iz porodice osa, te se razlikuju od ostalih osa širinom svoga tjemena (dio kukčeve glave iza očiju), koje je proporcionalno veće kod ovog roda; i prednjim kružnim gasterom (dio abdomena iza osinog struka).

## Rasprostranjenost
Razne vrste stršljena nastanjuju Europu, Aziju, Afriku i Ameriku. Prilagodili su se kako vlažno toploj, tako i suhoj pustinjskoj klimi, no u svakom slučaju trebaju dovoljno topline da bi mogli letjeti i preživjeti. Zbog toga ih nema u područjima s trajno hladnom klimom.

## Hranjenje
Stršljeni love kukce, pa tako i pčele, najčešće pred samim ulazom u košnicu. Osim pred košnicom, love pčele i za vrijeme odlaska ili dolaska na pašu. Uhvaćenu pčelu odnose na obližnje drvo gdje joj iz mednog mjehura isišu nektar, a prsne mišiće sažvaču, pomiješaju sa slinom te ih tako pretvore u sluzavu kašu kojom hrane svoj pomladak. Navodi se da jedno prosječno veliko društvo od oko 300 do 400 životinja tijekom ljeta ulovi oko pola kilograma plijena dnevno. Na taj način, oni uz šišmiše (jer love i noću) značajno doprinose prirodnom uništavanju kukaca - štetnika i tako doprinose održavanju i prirodne ravnoteže.
Stršljeni love i noću, za punog mjeseca, ako su noći vedre. Radijus lova im je oko 1500 m od gnijezda. Postoji zabluda u pčelarskoj literaturi da se odrasli stršljeni hrane mesom kukaca, naročito pčela. To nije tako, zato što odrasla jedinka stršljena nije u stanju probaviti krute proteine.
Odrasle jedinke hrane se sokovima drveta i sokovima koje isisaju iz raspucanog voća, te drugim slatkim tvarima koje nađu u prirodi. 

Svoje ličinke hrane proteinima, najčešće dijelovima kukaca.

## Razmnožavanje
Stršljenjake grade na zaštićenim mjestima, pod strehom, u šupama ili pod krovovima, u šupljim stablima, od nekoliko katova saća, stanicama okrenutim prema dolje. Sve to omotaju s više listova poput papira tankim, sažvakanim drvetom. 

Svake godine u proljeće, oplođena ženka koja je prezimila u skloništu, gradi novo gnijezdo i nikada ne useljava u staro, prošlogodišnje. 

## Opasnost, ubodi
Stršljen (prije svega Vespa crabro) može se vrlo dobro braniti, prije svega ako brani leglo. No, opasnost od stršljena za čovjeka i njegove životinje u pravilu se preuveličava, ona je bitno manja nego što se uobičajeno misli (poslovica: "sedam uboda ubija konja, tri čovjeka" sasvim je pogrešna).
Otrov stršljena može se usporediti s onim drugih osa, no po sastavu nije jednak, čak je manje toksičan. No, sam ubod stršljena doživljava se bolnije nego ubod manje ose. Razlog tome je što je u otrovu stršljena veći udio neurotransmitera acetilholina, supstance koja izaziva osjećaj pečenja. Pored toga, stršljenov žalac je deblji i duži, pa prodire u dublje, osjetljivije slojeve kože, što rezultira osjećajem veće boli. 
Općenito, ubod stršljena nije smrtonosan; mogućom iznimkom moraju se smatrati alergičari, kao uostalom i kod uboda ili ugriza svih drugih kukaca. Kod uboda u području usta i grla treba se svakako obratiti liječniku zbog opasnosti od naotjecanja i gušenja. Da bi život bio ugrožen, bilo bi potrebno više od 500 intenzivnih stršljenovih uboda. Kako međutim ubada samo oko 10% stršljenova jednog gnijezda, ovaj broj se nikad ne dosegne.
Ubodi stršljenova gotovo se uvijek mogu izbjeći uz pažljivo ophođenje. Pored toga, stršljenovi su u pravilu manje nervozni i manje skloni ubadanju nego manje ose istoga područja.

## Zaštita stršljena
Stršljeni (posebno Vespa crabro) vrlo su ugroženi u Europi. Tako su ih neke europske države uvrstile u crvenu listu ugroženih vrsta. U Njemačkoj su od 1. siječnja 1987. zakonom stavljeni pod posebnu zaštitu, tako da za uništenje stršljenovih gnijezda postoji visoka kazna. Za svako preseljenje ili čak uništenje legla neophodna je dozvola uprave za zaštitu okoliša, a u tu svrhu uvijek se traži i mišljenje stručnjaka.

## Vrste
1. Vespa aethale
2. Vespa affinis
3. Vespa albofasciata
4. Vespa alsatica
5. Vespa anglica
6. Vespa arabica
7. Vespa barbouri
8. Vespa basalis
9. Vespa bellicosa
10. Vespa bicincta
11. Vespa bicolor
12. Vespa bilineata
13. Vespa bimaculata
14. Vespa binghami
15. Vespa bipustulata
16. Vespa biroi
17. Vespa borealis
18. Vespa capitata
19. Vespa carbonaria
20. Vespa cayana
21. Vespa chinensis
22. Vespa chrysoptera
23. Vespa chrysopteraarmata
24. Vespa coarctata
25. Vespa communis
26. Vespa concinna
27. Vespa condigna
28. Vespa conica
29. Vespa conifera
30. Vespa consimilis
31. Vespa cordifera
32. Vespa crabro
33. Vespa crabronioformis
34. Vespa crassipes
35. Vespa cratiata
36. Vespa cribriformis
37. Vespa crucigera
38. Vespa curvipes
39. Vespa daedala
40. Vespa daedalea
41. Vespa dantici
42. Vespa dentata
43. Vespa diadema
44. Vespa discincta
45. Vespa dominicensis
46. Vespa ducalis
47. Vespa dybowskii
48. Vespa erythrocephala
49. Vespa exotica
50. Vespa ferruginata
51. Vespa ferruginea
52. Vespa fervida
53. Vespa flavescens
54. Vespa flavicincta
55. Vespa flavofasciatus
56. Vespa florisequa
57. Vespa fulva
58. Vespa fulvipes
59. Vespa fusus
60. Vespa galbula
61. Vespa geniculata
62. Vespa globulosa
63. Vespa guttata
64. Vespa hirsutissima
65. Vespa histrio
66. Vespa horticola
67. Vespa infundibuliformis
68. Vespa intersecta
69. Vespa italica
70. Vespa iunceus
71. Vespa kuangsiana
72. Vespa ligata
73. Vespa longicornis
74. Vespa luctuosa
75. Vespa lunulata
76. Vespa macrocephala
77. Vespa maculata
78. Vespa mandarinia
79. Vespa megei
80. Vespa menstrua
81. Vespa minima
82. Vespa minuta
83. Vespa mocsaryana
84. Vespa mucronata
85. Vespa multimaculata
86. Vespa muraria
87. Vespa nigra
88. Vespa nigripennis
89. Vespa ochreata
90. Vespa ochropygos
91. Vespa ochrosticta
92. Vespa ocreata
93. Vespa ordinata
94. Vespa orientalis
95. Vespa pacicephala
96. Vespa parietum
97. Vespa petiolata
98. Vespa phalerata
99. Vespa philippinensis
100. Vespa picipes
101. Vespa pilosella
102. Vespa pratensis
103. Vespa pteropoda
104. Vespa quadricincta
105. Vespa quadripunctata
106. Vespa quinquefasciata
107. Vespa rubricans
108. Vespa rubricornis
109. Vespa scutellata
110. Vespa scutellatus
111. Vespa sepulchralis
112. Vespa sericea
113. Vespa serripes
114. Vespa sessilis
115. Vespa sexcincta
116. Vespa sexmaculata
117. Vespa sexpustulata
118. Vespa simillima
119. Vespa sinuata
120. Vespa soror
121. Vespa sphaerogaster
122. Vespa spinipes
123. Vespa taenia
124. Vespa tahitensis
125. Vespa tenebricosa
126. Vespa tesserazonia
127. Vespa tibialis
128. Vespa tripunctata
129. Vespa trizonata
130. Vespa tropica
131. Vespa unicolor
132. Vespa unifasciata
133. Vespa usta
134. Vespa variabilis
135. Vespa velox
136. Vespa velutina
137. Vespa vivax
138. Vespa vulgata
139. Vespa walkeri

## Vanjske poveznice
|  | Zajednički poslužitelj ima još gradiva o temi Stršljeni |
|  | Wikivrste imaju podatke o taksonu Stršljeni             |